# Конткур
Контку́р (фр. Contescourt) — коммуна во Франции, находится в регионе Пикардия. Департамент коммуны — Эна. Входит в состав кантона Сен-Кантен-3. Округ коммуны — Сен-Кантен.
Код INSEE коммуны — 02214.

## Население
Население коммуны на 2010 год составляло 66 человек.
| 1962 | 1968 | 1975 | 1982 | 1990 | 1999 | 2010 |
| ---- | ---- | ---- | ---- | ---- | ---- | ---- |
| 95   | 73   | 70   | 74   | 79   | 74   | 66   |

## Экономика
В 2010 году среди 42 человек трудоспособного возраста (15—64 лет) 31 были экономически активными, 11 — неактивными (показатель активности — 73,8 %, в 1999 году было 68,1 %). Из 31 активных жителей работали 26 человек (14 мужчин и 12 женщин), безработных было 5 (2 мужчин и 3 женщины). Среди 11 неактивных 5 человек были учениками или студентами, 5 — пенсионерами, 1 был неактивным по другим причинам.